# Odorrana supranarina
Odorrana supranarina – gatunek płaza bezogonowego z rodziny żabowatych (Ranidae). Występuje endemicznie na japońskich wyspach Iriomote i Ishigaki. Cechuje się krępym ciałem i dorasta do 10,3 cm długości. Zasiedla górskie potoki, w których rozmnaża się od października. Samica składa około 1100 jaj. Gatunek zagrożony w związku z niewielkim zasięgiem występowania oraz degradacją środowiska.

## Wygląd
Stosunkowo duży płaz. Samce dorastają do 6,0–7,6 cm, a samice do 8,2–10,3 cm. Ciało krępe, z trójkątną, wydłużoną głową. Pysk spiczasty (u samic nieco bardziej tępy). Nozdrza znajdują się w połowie odległości pomiędzy oczami i czubkiem pyska. Kończyna przednia mocno zbudowana, jej palce nie są spięte błoną pławną, a ich opuszki rozszerzają się, tworząc przylgi. Kończyny tylne dość krótkie, 2,5 razy dłuższe od kończyn przednich. Palce u stóp spięte są grubą błoną pławną, mają również przylgi na opuszkach. Zaobserwowano dużą zmienność w ubarwieniu pomiędzy poszczególnymi osobnikami. Grzbiet ma zazwyczaj barwę od jasnobrązowej do zielonkawobrązowej. Grzbiet, klatka piersiowa i brzuch są gładkie. Żaba ta ma słabo widoczne fałdy grzbietowo-boczne oraz fałdy nadbębenkowe. U samców obecna jest również para worków rezonansowych.

## Zasięg występowania i siedlisko
Endemit. Występuje jedynie na japońskich wyspach Iriomote i Ishigaki, na których zasiedla okolice potoków płynących przez górskie lasy oraz nadrzeczne lasy nizinne tuż poza roślinnością namorzynową.

## Rozmnażanie i rozwój
Okres u różnych populacji rozpoczyna się w październiku, u innych nawet pod koniec marca. Do rozrodu dochodzi w zbiornikach wodnych położonych na dużych wysokościach, a także w potokach u podnóży gór. Samica składa około 1100 jaj tworzących zwartą galaretowatą masę składającą się z dwóch warstw. Skrzek przyczepiony jest zazwyczaj do podwodnych kamieni lub do warstwy martwych liści. Pojedyncze jajo ma średnicę 2,6–2,9 mm. Kijanki są smukłe, spłaszczone grzbietobrzusznie, mają również długi, umięśniony ogon.

## Status
Gatunek zagrożony (EN) w związku z małym, poszatkowanym zasięgiem występowania oraz postępującą degradacją jego środowiska naturalnego.